# Телефонная связь в Латвии
Телефонная связь в Латвии действует с 1882 года.

## До Первой мировой войны
Первая телефонная станция в Риге на 3000 номеров была сдана в эксплуатацию 13 июля 1882 года. Большинство воздушных линий тогда было протянуто по крышам зданий. Эта телефонная сеть вошла в пятёрку первых телефонных линий в Российской империи. В том же 1882 году на территории железнодорожного вокзала был установлен коммутатор, обслуживавший 106 телефонных номеров.
В 1886 году начала функционировать телефонная линия в Либаве, которая стала вторым городом Прибалтики, где была проведена телефонная связь.
В 1902 году Рижское телефонное товарищество сдало в эксплуатацию новую телефонную станцию, которая была рассчитана на 9600 номеров. Тогда же все воздушные линии, исходя из принципа удобства эксплуатации, были заменены на более современные кабельные. Перед Первой мировой войной, по состоянию на 1 января 1914 года, в Риге насчитывалось 9364 телефонных аппарата.

## Межвоенный период
В 1920 году впервые в истории Латвии была установлена международная телефонная связь — была проведена телефонная линия между Лиепаей и Мемелем. В 1922 году была сдана в эксплуатацию телефонная линия между Ригой и Берлином. В 1924 году заработала телефонная линия Рига-Варшава; только в 1930 году начала функционировать телефонная линия между Ригой и Москвой.
В 1923 году в цехах завода «VEF» было начато производство телефонных аппаратов. Первая автоматическая телефонная станция, также разработанная инженерами-конструкторами завода «ВЭФ», была сдана в эксплуатацию 12 марта 1926 года. В 1930-е годы такие многофункциональные АТС были установлены в Елгаве, Резекне и Даугавпилсе, а также в нескольких небольших населённых пунктах.

## Вторая мировая война и период ЛССР
За годы Второй мировой войны телефонной инфраструктуре Латвии был нанесён значительный ущерб. Было уничтожено более 1000 телефонных станций и более 16000 километров линейных проводов. Были выведены из строя цеха завода «ВЭФ», в которых производились телефонные станции и аппараты. Восстановление телефонной связи до довоенного уровня было достигнуто только в 1948 году.
В конце 1940-х годов по всей Латвии устанавливались декадно-шаговые телефонные станции, сконструированные на «ВЭФ». В 1950-е годы они были в основном заменены автоматическими телеграфными станциями, а к началу 1960-х годов им на смену пришли телефонные и телеграфные станции, работавшие по координатному принципу. В 1972 году в эксплуатацию была сдана первая квазиэлектронная телефонная станция.
Сразу после войны остро встал вопрос о недостаточном количестве каналов связи между Ригой и районными центрами Латвии. Для решения проблемы была введена система координации посредством внедрения аппаратуры высокочастотного уплотнения. В 1949 году такая аппаратура была внедрена для воздушных линий связи; в 1950 — кабельных, а в 1957 году — радиорелейных линий связи.
Международная АТС в Риге в 1971 году обеспечивала связь с 92 городами Советского Союза, а также с 789 телефонными станциями внутри республики.
После 1982 года все телефонные станции Латвии стали автоматическими. Согласно статистическим данным, на 1 января 1984 года в Латвии на 100 жителей насчитывалось в среднем 20,96 телефонных аппаратов.

## Современный период
Мобильная связь появилась в Латвии в начале 1990-х: первый мобильный оператор пришел в Латвию в 1992 году.